# Långrumpskogen
Långrumpskogen este o arie protejată (arie specială de conservare — SAC, sit de importanță comunitară — SCI) din Suedia întinsă pe o suprafață de 122,3 ha, integral pe uscat.

## Localizare
Centrul sitului Långrumpskogen este situat la coordonatele 63°41′48″N 19°33′16″E / 63.6967°N 19.5544°E.

## Înființare
Situl Långrumpskogen a fost declarat sit de importanță comunitară în decembrie 1995 pentru a proteja 1 specie de animale. Situl a fost protejat și ca arie specială de conservare în martie 2011.

## Biodiversitate
Situată în ecoregiunea boreală, aria protejată conține 4 habitate naturale: Taiga vestică, Mlaștini turboase de tranziție și turbării mișcătoare, Cursuri de apă de la nivel de câmpie la nivel montan, cu vegetație Ranunculion fluitantis și Callitricho-Batrachion, Mlaștini împădurite.
La baza desemnării sitului se află o specie protejată de  nevertebrate: Pytho kolwensis.